# Черкасов, Александр Алексеевич
Алекса́ндр Алексе́евич Черка́сов (1888—1954) — советский учёный-мелиоратор, лауреат Сталинской премии.

## Биография
Родился 9 февраля 1888 года в с. Голдино Михайловского уезда Рязанской губернии в семье священнослужителя.
Участник 1-й мировой войны, артиллерист, георгиевский кавалер .
Окончил Петровскую (Тимирязевскую) сельскохозяйственную академию (1921) и её аспирантуру (под руководством А. Н. Костякова).
Работал там же на кафедре мелиорации, с 1936 по 1954 год заведующий кафедрой. Параллельно преподавал в Московском гидромелиоративном институте им. В. Р. Вильямса.
В 1941 г. утверждён в учёной степени доктора технических наук без защиты диссертации.
Лауреат Сталинской премии — за учебное пособие «Мелиорация и сельскохозяйственное водоснабжение» (1950).
Похоронен на Введенском кладбище (4 уч.).

## Сочинения
- Гидротехническая мелиорация. — М. : Сельхозгиз, 1936. — 342 с., 1 л. табл.
- Мелиорация и сельскохозяйственное водоснабжение : Москва : Сельхозгиз, 1958 . 376 с. : 26 см.